# Krichim
Krichim (en búlgaro: Кричим) es una ciudad de Bulgaria en la provincia de Plovdiv.

## Geografía
Se encuentra a una altitud de 234 m s. n. m. a 147 km de la capital nacional, Sofía.

## Demografía
Según estimación 2012 contaba con una población de 8605 habitantes.
|         | 2004  | 2005  | 2006  | 2007  | 2008  | 2009  | 2010  | 2011  |
| Mujeres | 4 456 | 4 444 | 4 477 | 4 478 | 4 461 | 4 426 | 4 353 | 4 249 |
| Varones | 4 235 | 4 225 | 4 240 | 4 206 | 4 189 | 4 164 | 4 110 | 4 121 |
| Total   | 8 691 | 8 669 | 8 717 | 8 684 | 8 650 | 8 590 | 8 463 | 8370  |